# Petrus Mitte von Caprariis
Petrus Mitte de Caprariis auch Peter Mitte von Caprariis, latinisiert aus Pierre Mitte de Chevrières (* um 1416 in Chevrières in der Grafschaft Forez; † in der ersten Dezemberhälfte 1479 in Memmingen) war ein französischer Präzeptor des Antoniter-Ordens.

## Leben

### Familie
Pierre Mitte de Chevrières nannte sich selbst immer nur in der lateinischen Form Petrus Mitte de Caprariis. Er stammte aus einer Adelsfamilie, die gegen Ende des 13. Jahrhunderts erstmals urkundlich erwähnt wurde und in der Grafschaft Forez ansässig war. Sein Vater starb vermutlich noch vor der Geburt von Petrus Mitte de Caprariis, sodass er ohne diesen Elternteil aufwuchs, während Söldnertruppen im Hundertjährigen Krieg in der Grafschaft mordeten, raubten und brandschatzten.
Am 1. Juli 1479 starb sein Sohn Johannes Mitte, der zwischen 1436 und 1439 in Saint Antoine geboren worden war; dieser erwarb 1463 den Baccalaureus artium, nachdem er 1462 die Antoniter-Ballei Regensburg von seinem Vater gepachtet hatte. 1466 verschaffte ihm sein Vater auch noch die Kaplanei an der St. Antoniuskapelle in Memmingen. Diese Pfründe erhielt sein sechzehn Jahre alter Enkel Georg Ramsauer, ein Kind seiner Tochter Elisabeth (* in den 1440er Jahren in Memmingen; † in den 1460er Jahren), deren Mutter wahrscheinlich eine Kranke oder Angestellte des Antoniterhofes war.

### Eintritt in den Orden und Weihe zum Priester
Petrus Mitte de Caprariis trat vermutlich 1434 in die Abtei Saint-Antoine-l’Abbaye als Novize ein. Die Abtei war das Mutterhaus eines Spitalordens, dessen Mitglieder nach der Augustinusregel lebten; die Antoniter hatten sich auf die Pflege des Antoniusfeuers, der Vergiftung mit Mutterkornalkaloiden, spezialisiert. Später wurden auch alle anderen Arten von Bränden sowie die verschiedensten geschwürigen Prozesse zu dieser Krankheit gerechnet.
Die Familie Mitte hatte dem Orden bereits im 14. Jahrhundert drei Äbte gestellt, sodass auch Petrus Mitte de Caprariis eine angesehene Stellung im Orden vorausgesagt wurde. Das Kloster Saint-Antoine war ein Wallfahrtsort von europäischem Rang, vor dessen Toren sich Schankstuben und Gasthöfe befanden, die zum Teil von Klerikern betrieben wurden und in denen Wallfahrtsandenken verkauft wurden und Geldwechsler ihre Dienste anboten, dabei kam es immer wieder zu Ausschreitungen. Petrus Mitte de Caprariis ließ sich von dem weltlichen, mitunter die Grenze zur Kriminalität überschreitenden Treiben anstecken und war bald der Schrecken seiner Mitbrüder. In weltlicher Kleidung und bewaffnet hielt er sich in den Wirtschaften auf, ergab sich der Spielleidenschaft und der Trunksucht, lebte mit einer Konkubine zusammen und verübte Gewalttaten gegen seine Mitbrüder und andere geistliche Personen.
Im September 1438 wurde er durch den neu gewählten Abt Humbert de Brion († 1459), der über eine gute Menschenkenntnis sowie psychologisches Fingerspitzengefühl verfügte, auf eine Reise nach Ferrara mitgenommen; dort befand sich damals Papst Eugen IV. und das von diesem von Basel (siehe Konzil von Basel) hierher verlegte Konzil (siehe Konzil von Ferrara/Florenz). Durch die Anwesenheit des griechischen Kaisers Johannes VIII. und des Patriarchen Joseph II. von Konstantinopel, die hier Unionsverhandlungen führten, war die Residenzstadt vorübergehend zu einer der wichtigsten Städte Europas geworden, sodass die dortigen Bilder und Erlebnisse Petrus Mitte de Caprariis neu prägten.
Er erhielt in Ferrara die Absolution von der Exkommunikation und allen Kirchenstrafen, die er sich durch sein wildes Treiben zugezogen hatte, und wurde um die Jahreswende 1438/39 zum Priester geweiht, noch ehe er das erforderliche Mindestalter von 25 Jahren erreicht hatte. In dieser Zeit, da er sich mit seinem Abt an der Kurie aufhielt, wurde ihm auch die Präzeptorei, eine Außenstelle des Ordens, in der Gemeinde Colombe-lès-Vesoul im Departement Haute-Saône verliehen; diese war zwar eine der kleinsten, hob ihn aber aus der Reihe der einfachen Ordensangehörigen heraus und bot ihm wesentlich höhere Einkünfte.

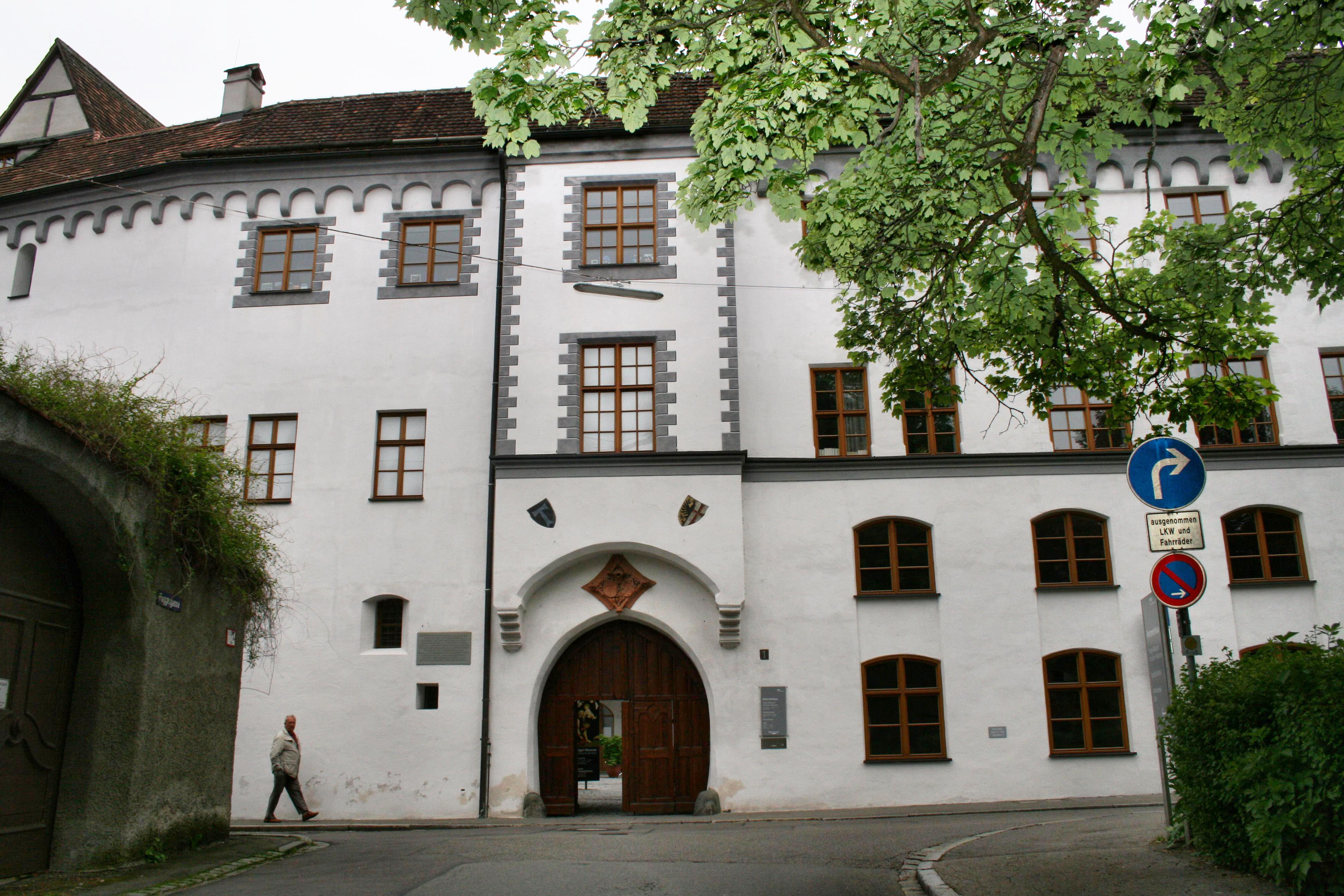
Der Haupteingang des Antoniterklosters Memmingen

### Tätigkeit als Präzeptor
Nach der Rückkehr in das Mutterkloster im Frühjahr 1439 erhielt Petrus Mitte de Caprariis den Auftrag, seine Präzeptorei mit der des Memminger Präzeptors (auch Hochmeister genannt), seines Onkels Pierre d'Amanzé († 1440), der sich in Memmingen Petrus de Amansiaco nannte, zu tauschen. Dieser sollte wegen seines hohen Alters auf einen weniger angesehenen, aber auch minder anstrengenden Posten eingesetzt werden. Der Memminger Präzeptor war im Antoniterkloster Memmingen für das größte Einzugsgebiet der Almosensammlung, den Quest, für die Verwertung der Antoniusschweine und für die Betreuung der am Antoniusfeuer Erkrankten verantwortlich. Das Gebiet umfasste die gesamte Salzburger Kirchenprovinz sowie dazu die Diözesen Chur, Augsburg, Eichstätt, Prag und Olmütz. Die Verantwortung für ein so ausgedehntes Territorium wie ihr hohes Alter waren wohl die Gründe dafür, dass die Memminger Niederlassung in die Reihe der 42 Generalpräzeptoreien aufgerückt war, die nach dem Mutterkloster den obersten Rang in der Ordenshierarchie einnahmen. Ein Tausch mit dem Inhaber einer leichter zu versehenden Ordenspfründe war im Antoniterorden häufig anzutreffen und war auch in Memmingen schon vorgekommen.
Im November 1439 reiste Petrus Mitte de Caprariis nach Basel, wo sich die zur Neuverleihung der Pfründe beauftragten und berechtigten Ordensangehörigen aufhielten. Zu dieser Zeit tagte in Basel das Konzil zur Absetzung Eugens IV. und der Wahl Herzog Amadeus VIII. von Savoyen zum letzten Gegenpapst der Kirchengeschichte. Die Antoniter spielten auf diesem Konzil und speziell zu diesem Zeitpunkt eine große Rolle; allein unter den 32 Papstwählern, neben dem einzigen Kardinal Louis Aleman (1390–1450), befanden sich zwei Präzeptoren, mit denen Petrus Mitte de Caprariis persönlich gut bekannt war, sodass er sich entschloss, sich noch drei weitere Wochen in Basel aufzuhalten.
Von Basel aus reiste er nach Augsburg, weil die Memminger Stadtpfarrkirche St. Martin seit 1253 direkt dem Augsburger Antoniterhaus inkorporiert war und jeder neue Präzeptor dort die Investitur mit der Pfarrkirche erhielt. Nachdem er durch den Generalvikar Johannes Kautsch am 16. Dezember 1439 in sein neues Amt als Generalpräzeptor und Stadtpfarrer der St. Martinskirche eingewiesen worden war, blieb er noch einige Tage in Augsburg und reiste darauf nach Memmingen weiter, wo er am 21. Dezember 1439 eintraf; Memmingen hatte zu diesem Zeitpunkt fünf- bis sechstausend Einwohner, etwa 70 Kleriker und 50 Ordensfrauen.
Zunächst hatte er noch den Auftrag, die ausstehenden Gelder von den deutschen Präzeptoreien einzutreiben, und widmete sich darauf allgemeinen Ordensangelegenheit, bevor er sich dem ausgedehnten Bereich seiner Generalpräzeptorei widmete. Im Juni 1440 hielt er sich anlässlich des Generalkapitels in Saint-Antoine auf und erhielt dort einen Sonderauftrag; anstelle des Abtes, der wegen dringender Ordensgeschäfte verhindert war, sollte er als dessen Vikar in deutschen Landen mit weitestgehenden Vollmachten bei Streitigkeiten entscheiden, Visitationen abhalten und Reformen vornehmen.
1441 wurde er von Abt und Konvent in Saint-Antoine beauftragt, zusammen mit dem Cellerar von Saint-Antoine zu untersuchen, ob die Verweigerung von Jahrtagszahlungen des Antoniterklosters Issenheim an das Mutterkloster berechtigt sei, und gegebenenfalls über die betreffenden Einkünfte frei verfügen. 
Obwohl diese überregionalen Aufträge Petrus Mitte de Caprariis öfters von Memmingen fernhielten, kümmerte er sich doch auch intensiv um seine eigene Präzeptorei. So brachte er den Fall einer den Ordensstatuten widersprechenden Balleiverpachtung, die sein Onkel und Vorgänger schon 1434 vorgenommen hatte, vor das Generalkapitel und, weit wichtiger, kaufte schon in seinem dritten Amtsjahr ein Haus, um das kleine Memminger Spital neu und geräumiger einzurichten.

### Studium des Kirchenrechts
Anfang des Jahres 1443 ließ Petrus Mitte de Caprariis sich, gemeinsam mit dem Ordensbruder und Landsmann aus seiner engeren Heimat, Jean Allard, an der Universität Heidelberg inskribieren, um Kirchenrecht zu studieren. Obwohl das Ordensrecht seit 1420 vorschrieb, an einer Universität zu studieren, in deren unmittelbarer Nachbarschaft sich ein Antoniterhaus befand, begann er das Studium in Heidelberg, weil diese Universität die Memminger Hausuniversität war. Viele Memminger, die dort studierten oder studiert hatten, standen in näheren Beziehungen zu Petrus Mitte de Caprariis: der Augsburger Offizial und Generalvikar Jodokus Klammer ebenso wie sein späterer Vertrauter und Prokurator, der herzoglich bayerische Rat Conrad Siber, sein späterer Vertreter im Pfarramt Johannes Walter sowie der mit Angelegenheiten der Präzeptorei betraute Andreas Rohner aus Kaufbeuren. Petrus Mitte de Caprariis verbrachte fast fünf Studienjahre in Heidelberg, die er nur in den Ferien für einen Aufenthalt in Memmingen unterbrach.
In den ersten Jahren des Studiums erwarb er sieben Bände juristischer Fachliteratur, die den Grundstock für seine spätere große Bibliothek bilden sollten. Er war einer der reichsten Studenten der Universität und konnte für diese Bücher über achtzig Gulden ausgeben, von denen ein Student fünf Jahre lang hätte leben können.
Nachdem er 1447 das Bakkalaureat erworben hatte, hielt er sich noch sechs Monate in seiner Präzeptorei auf und reiste dann zusammen mit seinem Studiengefährten Jean Allard zur Fortsetzung seiner kanonistischen Studien zur Universität von Paris; dort lehrten seit den ersten Jahren des 15. Jahrhunderts ein beziehungsweise mehrere Antoniter Kirchenrecht. Vermutlich veranlassten ihn seine persönlichen Beziehungen zu dem dort lesenden Antoniter-Kanonisten Arnauld Le Vassault dazu, von Memmingen aus an die so weit entfernte Sorbonne zu gehen. Auf dem Weg nach Paris reiste er über Basel, in dem eine Wirtschaftskrise herrschte, die alle mit der Buchherstellung beschäftigten Gewerbezweige besonders hart traf. Er nutzte die Gelegenheit, hier zu besonders vorteilhaften Preisen einen vier-, ursprünglich wohl sechsbändigen Dekretalen-Kommentar des Erzbischofs Nicolaus de Tudeschis zu bestellen.
In Paris lebte er in einem Antoniterhof zusammen mit einer Reihe von Ordensbrüdern, von denen mehrere wie er Kirchenrecht studierten; als Bakkalaureus hielt er nun selber Vorlesungen über die Dekretalen. Hier kaufte er auch die ersten zwei Bücher, die über sein Studiengebiet hinauswiesen, das eine war Rhetorica ad Herennium, das andere enthielt die Factorum actorum que memorabilium libri IX ad Tiberium des Moralschriftstellers Valerius Maximus.
Nach zwei Jahren, der vorgeschriebenen Mindeststudienzeit, legte er aufgrund einer Intervention seines Lehrers Arnauld Le Vassault das Lizenziatsexamen im Kanonischen Recht ab.
In der Zeit seines Studiums wurde er von 1443 bis 1448 durch Andreas Rohner († 1485) vertreten.

### Fortführung der Tätigkeit als Präzeptor und weitere Aufträge
Am 17. April 1452 wurde Petrus Mitte de Caprariis zum Generalvikar und Spezialkommissar des Abtes sowie des Konvents von Saint-Antoine und des ganzen Ordens mit weitreichenden Vollmachten ernannt. 
Er erhielt den Auftrag, alle Arten von Geldern einzuziehen sowie, anstelle des Abtes, den besonderen Ordenskapiteln in der Languedoc, der Gascogne und der Toskana zu präsidieren, in denen die Vorsteher aller inkorporierten Ordenshäuser zusammentraten. Dazu erhielt er weiter das Recht, alle Ordenshäuser zu visitieren und zu reformieren, alle dem Orden unterstehenden Personen, angefangen von den Generalpräzeptoren bis zu den leibeigenen Kranken, gemäß den Ordensregeln zu bestrafen, vakante Häuser vorläufig mit Administratoren zu besetzen, sämtliche Streitigkeiten zu schlichten, vagabundierende Ordensbrüder in Haft zu nehmen und über bewegliche wie unbewegliche Güter des Ordens zu verfügen. Außerdem wurde er zum Visitator aller Antoniterhäuser in der Dauphiné, in Savoyen, Burgund, Lothringen, Brabant und Deutschland bestellt, mit den besonderen Vollmachten, Ungehorsame festzunehmen und Präzeptoren, die Eigentum des Ordens entfremdet hatten, sofort abzusetzen und in das Mutterkloster zurückzuschicken.
Er schlichtete im Sommer 1452 einen schon über ein halbes Jahrhundert währenden Streit zwischen der Präzeptorei Maastricht und der ihr übergeordneten Generalpräzeptorei Pont-à-Mousson, sodass das alte Abhängigkeitsverhältnis wiederhergestellt und durch eine jährliche Zahlung von 600 Gulden bewiesen wurde.
Vom 24. November 1453 bis zum 12. April 1454 hielt er sich in Rom auf, wo er der Kurie eine ganze Reihe von Suppliken vorlegte, die meisten für einzelne Antoniter, aber auch für die Augsburger Priester Kaspar Wanner und Erhard Waibel, die beide als Balleipächter in seinen Diensten standen. Vermutlich legte er hierbei auch die Supplik des Ottobeurer Abtes Johannes Kraus um Erteilung der Privilegien des Tragaltars und der Zelebration vor Tagesanbruch vor.

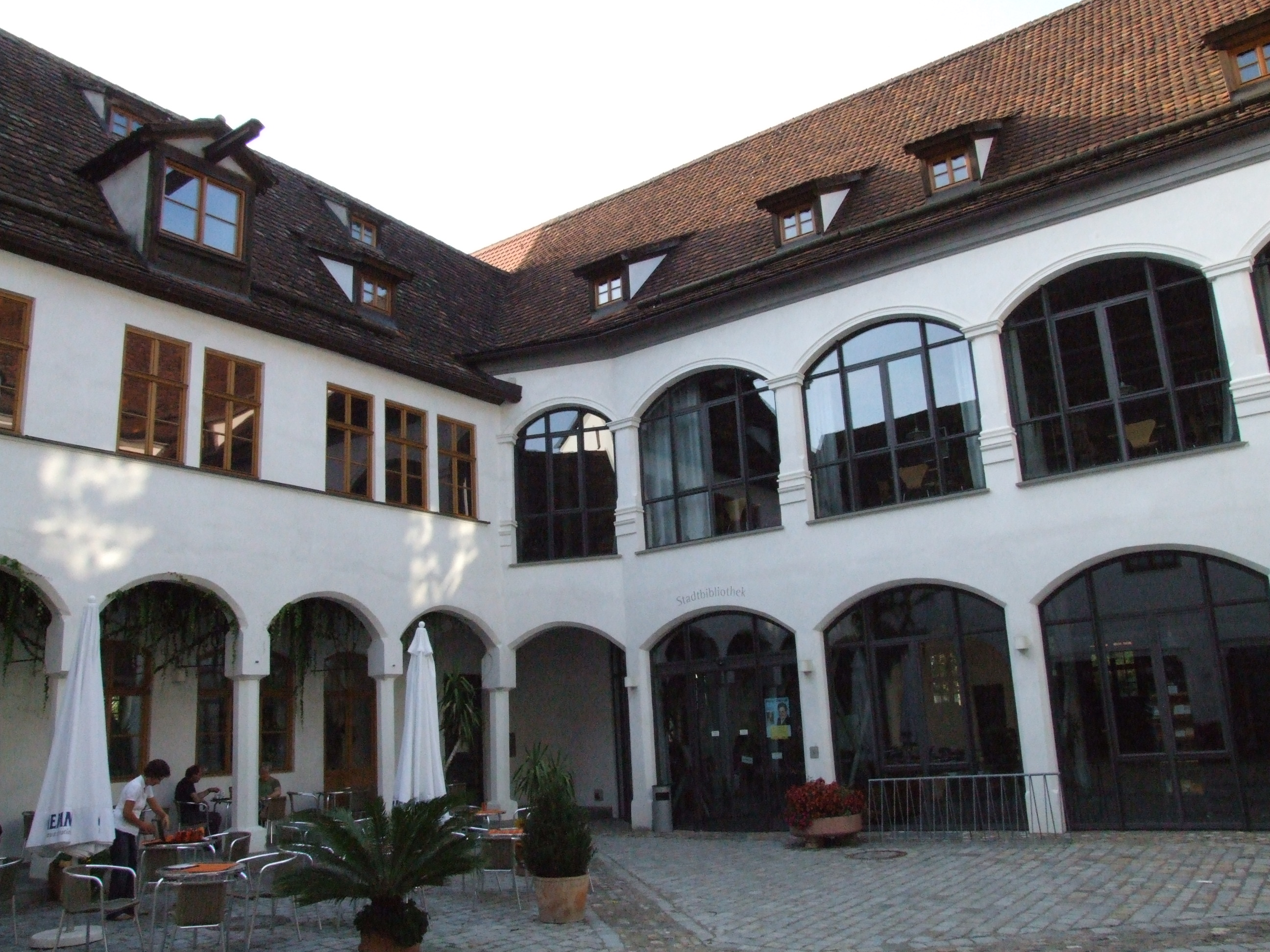
Antoniterklosterhof in Memmingen

Angeregt durch seine Reisen zu verschiedenen Antoniterhäusern in Frankreich und Italien, fasste er den Entschluss, auch in Memmingen einen Antoniterhof zu bauen, der alles Nötige, wie Spital, Wohn- und Wirtschaftsräume, eine Kapelle und einen Raum für eine Bücherei enthalten sollte. 1454 wurde mit dem Bau begonnen, der auch heute noch als Antoniter-Museum im Antoniterhaus am Martin-Luther-Platz 1 in Memmingen in großen Partien unverändert ist.
Die Organisation der Almosensammlungen für den sogenannten Quest und das Einsammeln der Antoniusschweine nahm ebenfalls viel Zeit in Anspruch, weil das territoriale Ordnungsprinzip der Ballei mit den Grenzen eines Bistums oder mehrerer Dekanate zusammenfielen. Wegen der geringen Zahl der Ordensprofessen wurden die Balleien häufig verpachtet und der Präzeptor hatte nicht nur für den Abschluss und die Einhaltung der Pachtverträge zu sorgen, sondern auch die Verpflichtung, die Balleier, wie die Balleipächter genannt wurden, ordnungsgemäß auszurüsten, angefangen von den päpstlichen Privilegienbriefen und bischöflichen Erlaubnisschreiben bis hin zu Geschenken für die Pfarrer. In seiner Amtszeit musste Petrus Mitte de Caprariis viel Zeit dafür aufwenden, Behinderungen des Quest durch bischöfliche Verbote und Einschränkungen, durch Antoniussammlungen, die andere Orden und selbst Weltpriester durchführten, durch staatliche Verbote und auch durch einfache Betrüger abzustellen. 
Seit Ende der 1440er Jahre gab er immer wieder neue Aufträge zu baulichen Erweiterungen und der inneren Ausgestaltung seiner Pfarrkirche, so ließ er unter anderem eine Wendeltreppe und eine Empore bauen, die Seitenschiffe einwölben und dem Turm einen neuen Abschluss geben; für den Guss der Osanna-Glocke ließ er 1460 den Glockengießer Ulrich Snabelburg bis aus St. Gallen kommen. Für die Ausgestaltung der Martinskirche kam er schon früh in näheren Kontakt mit dem Maler Hans Strigel dem Älteren; das älteste heute noch erhaltene Fresko aus dessen Hand in der Pfarrkirche dürfte um 1440 entstanden sein. Auch zwei der drei Söhne des älteren Strigel arbeiteten für Petrus Mitte de Caprariis: Hans Strigel der Jüngere vor allem im Antoniterhof, sein älterer Bruder Petrus Strigel als Bücherschreiber und Illuminator. 
Er kam 1446 zur Überzeugung, dass die Benninger Wunderhostie allmählich so zerfallen war, dass sie nicht mehr anzubeten sei. Er ließ durch den Augsburger Bischof Peter von Schaumberg und andere angesehene Prälaten, darunter die aus Memmingen stammenden Jodokus Klammer, Stadtpfarrer von Ulm, und Jodokus Niederhof, Abt von Ottobeuren, feststellen, dass die Hostie nicht mehr als Sakrament, sondern nur noch als Reliquie zu verehren sei; hierauf entzog der Augsburger Bischof den Status als Altarsakrament. 
1447 verpachtete Petrus Mitte de Caprariis zwar die Stadtkirche, bat sich jedoch ausdrücklich aus, jederzeit eine Messe oder Vesper halten zu dürfen, sei sie gesungen oder gelesen. Trotz seiner Schwierigkeiten mit der deutschen Sprache predigte er in seiner Pfarrkirche oft selbst, in der Fastenzeit 1459 sogar dreimal wöchentlich. Sein seelsorgerisches Engagement war auch zu beobachten, als er 1455 dem Dorf Memmingerberg die Anlage eines eigenen Friedhofs gestattete und vier Jahre später bei einem fahrlässigen Totschlag nicht nur durch Aufsetzen eines Sühnevertrags vermittelte, sondern auch dadurch Frieden stiftete, dass er fehlende Gelder vorstreckte und seinen eigenen Diener als Begleiter zur Sühnewallfahrt zur Verfügung stellte. 
Ab Mitte der 1450er Jahre war er häufiger in Memmingen anwesend, als es vorher der Fall war; in dieser Zeit kümmerte er sich mit Akribie um das Wirtschafts- und Finanzwesen, so ordnete er unter anderem Dokumente, und exakte Buchführung waren für ihn Grundlagen einer geregelten Haushaltsführung. 
1468/1469 reiste er nach Rom und erhielt bei seiner Rückreise am 29. Juni 1469 in Viterbo von seinem Abt die Präzeptorei Montpellier als Kommende. 
Er interessierte sich auch für Kirchenmusik und es ist ihm zu verdanken, dass der Kantor Friedrich Rebmann aus Mainz berufen wurde, unter dem 1478 erstmals eine mehrstimmige Chormusik aufgeführt wurde. 
1477 beschloss das Generalkapitel auf Anregung des Abtes Jean Joguet († 1482) einstimmig eine Ordensreform, weil sich die Ordensdiziplin bedenklich gelockert hatte. Im darauffolgenden Jahr machte sich unter dem Vorsitz des Abtes eine Kommission von zwölf Ordensangehörigen an das Werk; einer von ihnen war Petrus Mitte de Caprariis, der trotz gesundheitlicher Einschränkungen neun Wochen an den Beratungen bis zum 5. Mai 1478 teilnahm. 
Nach seinem Tod folgte ihm Odobertus Ganderete, der aber kurz darauf in den Streitigkeiten der drei Bewerber um die Nachfolge unterlag.

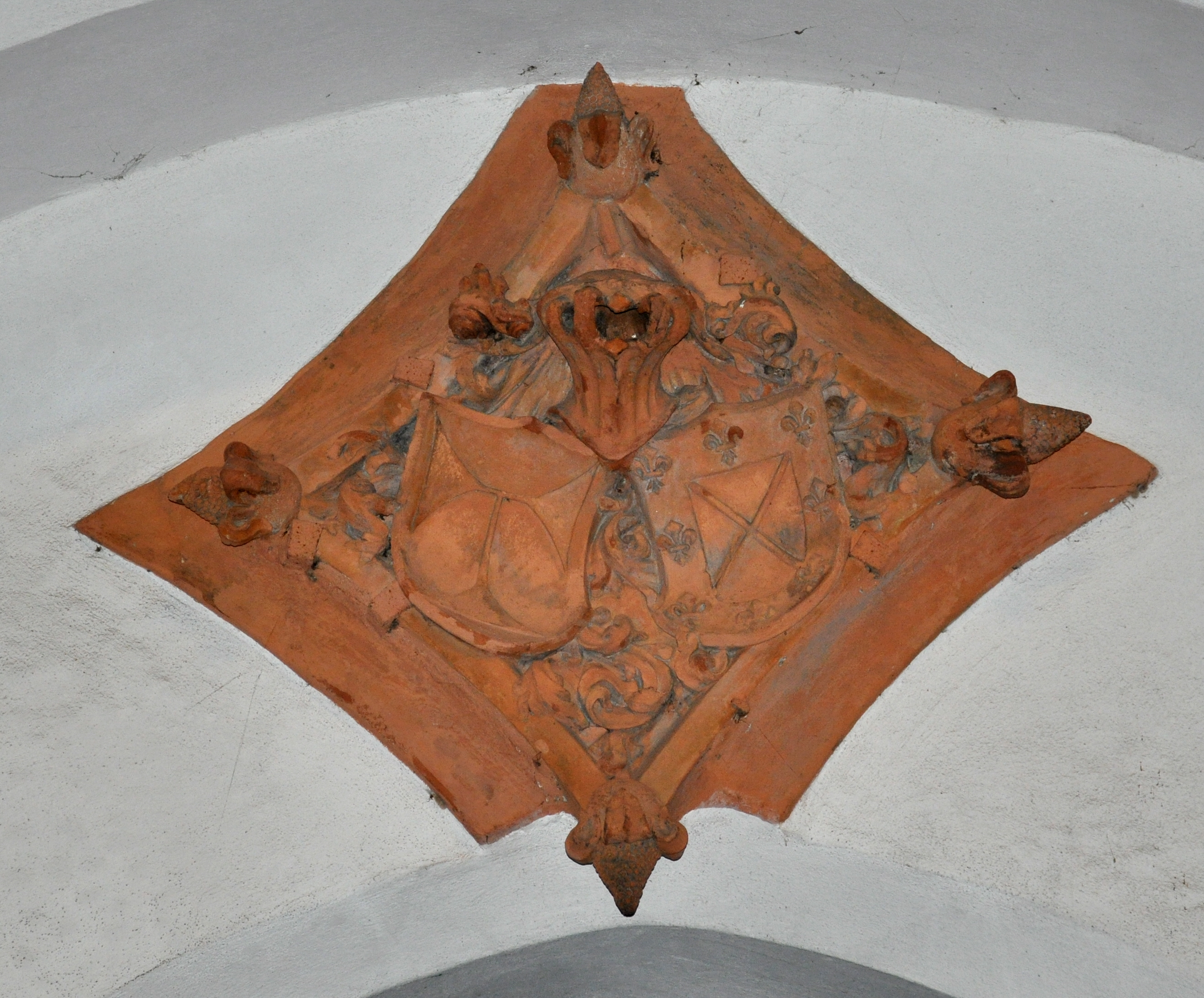
Wappenrelief am Antonierhaus in Memmingen

Das Wappen von Petrus Mitte de Caprariis befindet sich heute noch über dem Eingangstor des von ihm erbauten Antoniterhofes.

### Bibliothek
Bei der Bibliothek von Petrus Mitte de Caprariis handelte es sich ursprünglich um eine Studienbibliothek mit kanonistischer Fachliteratur, zu der in Paris die ersten nicht fachbezogenen Werke hinzuerworben worden waren. Nach der Rückkehr vom Studium setzte er dann einen großen Teil seiner Energie für den Ausbau der Bibliothek ein, so arbeiteten in Memmingen für ihn Bücherschreiber, Rubrikatoren und Illuminatoren. Weil die Zahl der Memminger Schreiber nicht reichte, schrieben für ihn auch noch Ulrich Hornen in Kempten und Johannes Plattner in Kaufbeuren, der Pleban Johannes Rodt in Waldstetten bei Günzburg wie der Kurat Johannes Öttinger in Berwang in Tirol.
Er veranlasste 1478 auch die Gründung einer Papiermühle in Memmingen; 1480 siedelte Albrecht Kunne von Duderstadt seine Druckerei im Ort an.
Weil auch die Pergamentmacher und Buchbinder Memmingens seinen wachsenden Anforderungen nicht nachkamen, arbeitete er auch mit Handwerkern in Kempten, Ulm und selbst München zusammen, wo die Memminger Präzeptorei ein eigenes Haus besaß.
Durch die Erfindung der Buchdruckerkunst wurde sein Büchererwerb wesentlich erleichtert; nun brachte er auch von seinen weiten Reisen häufig Bücher mit, so kehrte er unter anderem von seiner Romreise 1468/1469 mit vier gedruckten Büchern nach Memmingen zurück, darunter befand sich das Älteste in Rom gedruckte Buch, die Epistolae ad familia res von Marcus Tullius Cicero.
Um die Aufsplitterung seiner Bibliothek zu verhindern, hatte er schon 1467 angeordnet, dass die Bücher ewiglich im Antoniterhaus und in der Martinspfarrkirche bleiben sollten; zwei Jahre später ließ er sich diese Verfügung von Papst Paul II. ausdrücklich bestätigen.
Während der Reformationszeit wurde die Bibliothek nach seinem Tod auseinandergerissen und ein Teil bildete den Grundstock der Wissenschaftlichen Stadtbibliothek Memmingen, ein anderer Teil gelangte über das Kloster Irsee in die Augsburger Staats- und Stadtbibliothek; einzelne Stücke finden sich in Stuttgart, London und Kopenhagen, der größte Teil ist allerdings spurlos verschwunden. Auch eine noch von Petrus Mitte de Caprariis selbst aufgestellte Bücherliste, die 1812 dem Memminger Geschichtsschreiber Leonhardt vorlag, ist nicht mehr auffindbar; aus dieser Liste ist bekannt, dass sich 1475, später kamen noch einige Bände dazu, 242 lateinische Bücher in der Bibliothek befanden: 85 Bände aus dem Gebiet des geistlichen, 3 aus dem des weltlichen Rechts, 114 Bücher theologischen, 12 medizinischen Inhalts und 28 Bücher über Poesie, Rhetorik und Geschichte (libri in poetica, arte oratoria, historiis). In dieser letzten Abteilung fanden sich antike Autoren wie Seneca, Flavius Josephus, Titus Livius, Lactantius, Terenz und Apuleius, aber auch moderne Schriftsteller wie Francesco Petrarca und Lorenzo Valla.